# Cerianthula multiseptata
Cerianthula multiseptata är en korallart som beskrevs av Eugène Leloup 1964. Cerianthula multiseptata ingår i släktet Cerianthula och familjen Botrucnidiferidae. Inga underarter finns listade i Catalogue of Life.